# فیل کایزر
فیل کایزر (انگلیسی: Phil Cayzer؛ ۱۳ مه ۱۹۲۲ – ۱۵ ژوئیهٔ ۲۰۱۵) قایقران روئینگ اهل استرالیا بود.
وی در مسابقات کشوری و بین‌المللی در مجموع برندهٔ ۱ مدال طلا، ۱ مدال برنز شده‌است.